# Hendersonia sabaleos
Hendersonia sabaleos är en svampart som beskrevs av Ces. 1882. Hendersonia sabaleos ingår i släktet Hendersonia och familjen Phaeosphaeriaceae.   Inga underarter finns listade i Catalogue of Life.